# Boligee
Boligee és una població dels Estats Units a l'estat d'Alabama. Segons el cens del 2007 tenia 345 habitants.

## Demografia
Segons el cens del 2000, Boligee tenia 369 habitants, 150 habitatges, i 105 famílies. La densitat de població era de 36 habitants per km².
Dels 150 habitatges en un 44% hi vivien nens de menys de 18 anys, en un 26% hi vivien parelles casades, en un 41,3% dones solteres, i en un 30% no eren unitats familiars. En el 27,3% dels habitatges hi vivien persones soles el 10% de les quals corresponia a persones de 65 anys o més que vivien soles. El nombre mitjà de persones vivint en cada habitatge era de 2,46 i el nombre mitjà de persones que vivien en cada família era de 2,99.
Per edats la població es repartia de la següent manera: un 35,2% tenia menys de 18 anys, un 14,6% entre 18 i 24, un 19,8% entre 25 i 44, un 18,7% de 45 a 60 i un 11,7% 65 anys o més.
L'edat mediana era de 25 anys. Per cada 100 dones hi havia 69,3 homes. Per cada 100 dones de 18 o més anys hi havia 60,4 homes.
La renda mediana per habitatge era de 15.000 $ i la renda mediana per família de 16.146 $. Els homes tenien una renda mediana de 23.750 $ mentre que les dones 21.000 $. La renda per capita de la població era de 7.909 $. Aproximadament el 41,4% de les famílies i el 44,9% de la població estaven per davall del llindar de pobresa.

## Poblacions més properes
El següent diagrama mostra les poblacions més properes.